# اکشن فورمز
اکشن فورمز (انگلیسی: Action Forms) شرکت بازی ویدئویی اوکراینی است، که در سال ۱۹۹۵ تأسیس شد.